# Formel 3000 1989
Formel 3000-säsongen 1989 innehöll tio race. Mästare blev fransmannen Jean Alesi.

## Delsegrare
| Datum        | Bana              | Vinnare             |
| ------------ | ----------------- | ------------------- |
| 9 april      | Silverstone       | Thomas Danielsson   |
| 30 april     | Vallelunga        | Fabrizio Giovanardi |
| 15 maj       | Pau               | Jean Alesi          |
| 4 juni       | Jerez             | Éric Bernard        |
| 23 juli      | Enna-Pergusa      | Andrea Chiesa       |
| 20 augusti   | Brands Hatch      | Martin Donnelly     |
| 28 augusti   | Birmingham        | Jean Alesi          |
| 16 september | Spa-Francorchamps | Jean Alesi          |
| 24 september | Le Mans           | Érik Comas          |
| 22 oktober   | Dijon-Preois      | Érik Comas          |

## Slutställning
| Plats | Förare              | Poäng |
| ----- | ------------------- | ----- |
| 1     | Jean Alesi          | 39    |
| 2     | Érik Comas          | 39    |
| 3     | Éric Bernard        | 25    |
| 4     | Marco Apicella      | 23    |
| 5     | Eric van de Poele   | 19    |
| 6     | Andrea Chiesa       | 17    |
| 7     | Thomas Danielsson   | 14    |
| 8     | Martin Donnelly     | 13    |
| 9     | Eddie Irvine        | 11    |
| 10    | Fabrizio Giovanardi | 9     |